# José Antonio de la Rocha y Carranza
José Antonio de la Rocha y Carranza, Marqués de Villa-Rocha (Quito, 13 de junio de 1657-Madrid, c. 1730) fue un militar y gobernante colonial hispanoamericano. General de artillería, ministro de la Inquisición de Lima, caballero de la Orden de Calatrava, y dos veces gobernador y capitán general de la provincia de Tierra Firme (y a la vez presidente de la Real Audiencia de Panamá), aunque de manera efímera en ambos casos (1699-1700 y 1707-1709). En 1720 fue apresado por el pirata inglés John Clipperton cuando iba en viaje de Panamá a Guayaquil, pero logró huir cuando la nave hizo escala en las islas Marianas. Se instaló en Madrid, donde se destacó por su cultura y sus conocimientos de Matemáticas; el padre Benito Jerónimo Feijoo lo menciona en su Teatro crítico universal .

## Biografía
Nacido en Quito, sus padres fueron el sevillano Diego Andrés Rocha, y la limeña Feliciana de Carranza. Hizo sus estudios en Lima, donde su padre ejercía como oidor de la Real Audiencia. Estudió Leyes en el Colegio Real y Mayor de San Martín y en la Universidad de San Marcos, donde se graduó de bachiller, licenciado y doctor en 1678. Durante ese tiempo como estudiante se hizo notar por su destreza en matemáticas.
Pero no quiso seguir su profesión y optó por la carrera militar. Se alistó como soldado en la Armada del Mar del Sur, llegó a ser capitán de infantería del batallón de Lima y poco tiempo después obtuvo el hábito de la Orden de Calatrava (1692). También fue admitido como familiar o ministro del Tribunal de la Inquisición.
Tenía ya el grado de general de artillería, cuando en 1698 fue nombrado gobernador y comandante general de Tierra-firme, y presidente de la Real Audiencia de Panamá, cargos que asumió en 1699.
Pero al saber que los holandeses habían invadido la región del Darién, la Corona decidió que continuara en el mando su antecesor Pedro Luis Henriques de Guzmán, Conde de Canillas, al considerar que De la Rocha carecía de la suficiente experiencia militar para enfrentar la situación. Por lo que tuvo que entregar el mando a Henriques, tras apenas haber estado seis meses en el poder (1700). Ya por entonces sufrió acusaciones de realizar comercio ilícito, por lo que se le abrió investigación.
En 1701 regresó a España. Viajó a Bruselas y Francia; se hizo conocido en el mundo académico por su talento como matemático.

Escudo de Armas del marquesado de Villa-Rocha

Años atrás, había empezado a tramitar la adquisición del título de Marqués de Villa-Rocha, que en 1564 había recibido su tatarabuelo Antonio Andrés Girandia de la Rocha, el cual no pudo ostentarlo por no poder demostrar que tuviera cierta renta, condición necesaria para ello. Momentáneamente ostentó el título de vizconde de Villa Carranza. El título de marqués de Villa-Rocha le fue confirmado por el rey Felipe V el 18 de julio de 1698 y otorgado por real cédula de 17 de julio de 1703.
En 1707 fue nuevamente nombrado Gobernador y Capitán general de la Provincia de Tierra Firme, y presidente de la Audiencia de Panamá. Pero fue una vez más separado del cargo sin haber completado el año, debido a nuevas acusaciones que le imputó la Audiencia de Panamá (1709).
Todo ello era un síntoma del desbarajuste en que se hallaba sumida la gobernación de Tierra Firme. Asumió entonces el gobierno de manera interina el oidor Fernando de Monterroso y Haro, quien inició proceso en contra del marqués, que fue continuado por el alcalde del crimen de la Audiencia de Lima, Juan Bautista de Orueta e Irusta.
En 1713 resultó absuelto por la justicia, por lo que el rey mandó al año siguiente que se le repusiera en sus cargos por honor y desagravio. Se dispuso que el mariscal de campo José Hurtado de Amézaga, que entonces detentaba el gobierno de Tierra Firme, le entregara el mando. De la Rocha marchó entonces a Panamá pero no llegó a asumir el poder, pues el rey, hastiado del desgobierno que ocurría en la Audiencia de Panamá, decidió abolirla en 1716 (si bien algunos años más tarde fue restablecida).
En 1720, junto con su esposa y otros familiares, abordó un galeón en Panamá con rumbo a Guayaquil, pero la nave fue capturada por el pirata inglés John Clipperton, a quien ya conocía, pues años atrás dicho corsario había sido capturado por los españoles en Tierra Firme y mantenido preso entre 1708 y 1712, por la misma época en que fue gobernador. 
Fue retenido como prisionero por Clipperton, quien esperaba cobrar un buen rescate por él. En Nicoya (costa de la actual Costa Rica) fue liberada su esposa con todo su equipaje, mientras que él permaneció cautivo a lo largo de todas las correrías que realizó el pirata por las costas del Pacífico. Cuando llegó a las islas Marianas, se le dio permiso para desembarcar, lo que aprovechó para fugarse, burlando la vigilancia de Clipperton.
Pasó a las islas Filipinas, donde permaneció por algún tiempo. Luego se dirigió a España, donde se afincó. Allí frecuentó los círculos académicos y se hizo notar por su talento. El padre Benito Jerónimo Feijoo lo elogió en su obra Teatro crítico universal, por su literatura y profundos conocimientos en Matemáticas (1726).
Había contraído matrimonio con Teresa Manrique de Lara y Polanco, natural de Lima, en quien no parece que tuviera herederos, pues el título de marqués de Villa-Rocha pasó a su sobrina María Josefa de Lago-Bahamonde y de la Rocha.